# Hydrogonium mamatkulovii
Hydrogonium mamatkulovii là một loài rêu trong họ Pottiaceae. Loài này được Lazarenko mô tả khoa học đầu tiên năm 1967.